# Траутман, Юрий Андреевич
Ю́рий Андре́евич Тра́утман (1909—1986) — архитектор-градостроитель, создатель кафедры архитектуры ДВПИ, главный архитектор городов Севастополя, Ашхабада и Владивостока, председатель правления Приморской организации Союза архитекторов СССР, заслуженный архитектор РСФСР (1969).

## Биография
Юрий Траутман родился 29 февраля 1909 года. До начала войны был аспирантом архитектурного факультета Ленинградского инженерно-строительного института, работал на кафедре проектирования и строительной практики.
Во время ВОВ (1941—1945) служил в действующей армии СССР.
В 1945 году был назначен на должность главного архитектора города Севастополя. Над возрождением города работал совместно с такими архитекторами как Н. Н. Сдобняков, В. М. Артюхов, М. К. Ушакова — жена Траутмана , Г. Г. Швабуэр, В. П. Петропавловский, Б. Я. Митник, Б. В. Калинков, А. В. Бобков, Ю. Д. Фердман, В. И. Ежов, Л. Т. Киреев и многих других.
С 1948 года был назначен главным архитектором Ашхабада, который был разрушен землетрясением.
По указанию Госстроя СССР в 1961 году был назначен главным архитектором Владивостока. Траутман создал две панорамы будущего краевого центра — одна со стороны Спортивной гавани, другая — со стороны бухты Золотой Рог.
В 1971 году по его инициативе в ДВПИ на строительном факультете была создана кафедра архитектуры, на которой Ю. Траутман вел курсы архитектурного проектирования и историю архитектуры. За время преподавания Юрий Андреевич передал свои знания и преданность профессии архитектора десяти выпускам молодых архитекторов.
Он также активно участвовал в застройке курортной зоны Владивостока. Многие годы был председателем Приморской организации союза архитекторов, выступал с лекциями по линии общества «Знание» во всех городах края. Начиная с 1976 года участвовал в смотрах дипломных работ выпускников высших архитектурных школ, которые проводились во всех городах страны.
Умер Юрий Андреевич Траутман во Владивостоке в 1986 году, похоронен на Лесном кладбище.

## Проекты
В Севастополе:

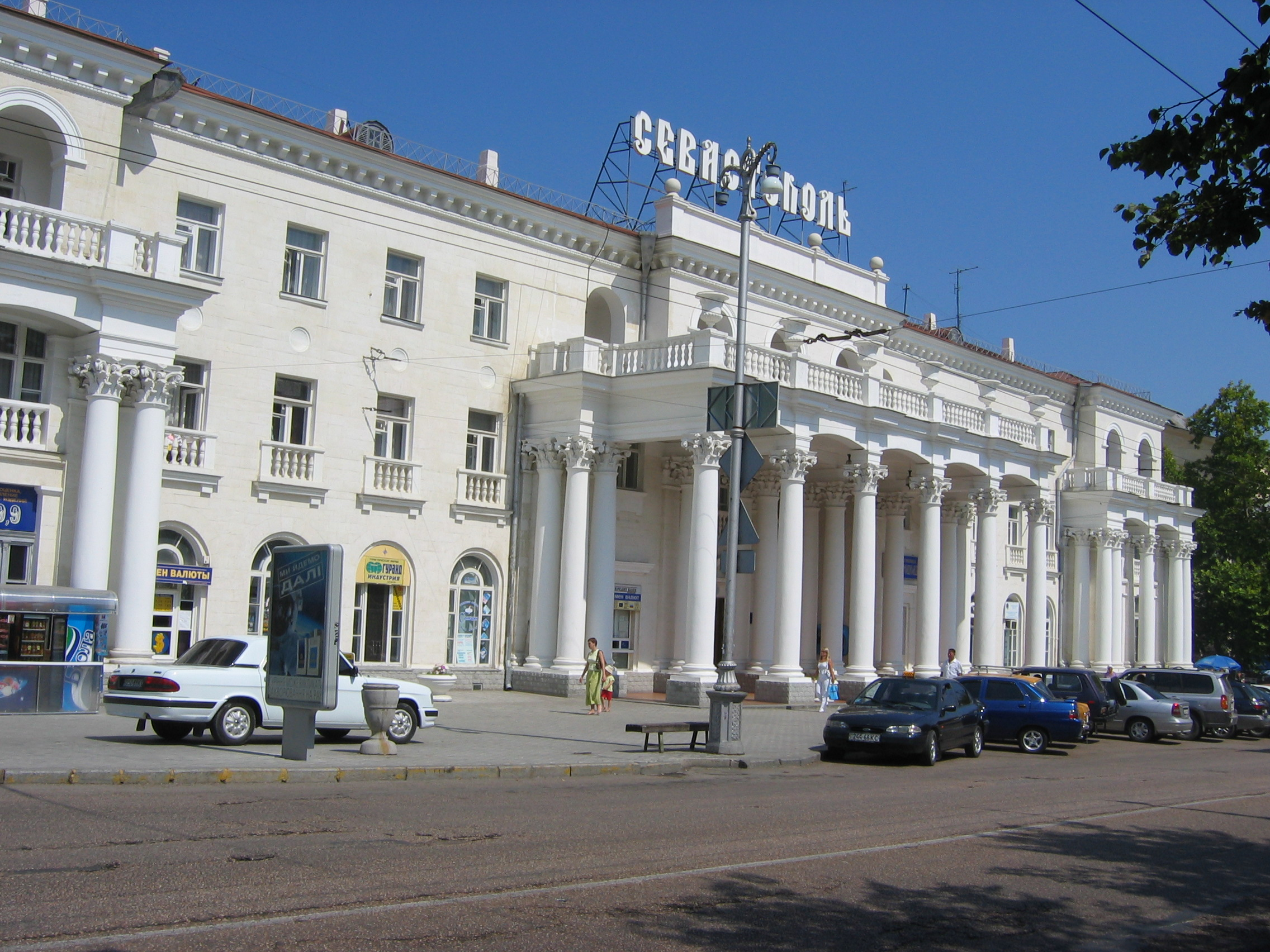
Гостиница «Севастополь»

- Гостиница «Севастополь», 1952 год. (Ю. А. Траутман, Е. Г. Ставинский)

Постройка исполнена в стиле сталинского ампира. Для архитектурной трактовки фасадов и интерьеров были использованы характерные для периода послевоенного восстановления приемы и формы классицистической архитектуры. Выходящий на проспект Нахимова фасад акцентирован портиком с пышной коринфской колоннадой. Морской фасад украшала раньше на уровне второго этажа очень глубокая открытая терраса, позднее при устройстве ресторана «Бригантина» её закрыли, оставив только балкон с колоннадой коринфского ордера. Фасад по ул. Айвазовского разнообразят балконы. Глубокая арка подъезда ведет с улицы Айвазовского во внутренний дворик, где был разбит небольшой сквер.
- Театр драматический им. Луначарского, 1957 год. (Ю. А. Траутман, В. В. Пелевин)

Здание внешне напоминает классические древнегреческие храмы. Восемь колонн коринфского ордена опираются на цокольный этаж, обработанный рустом. Колонны поддерживают треугольный фронтон. Интерьер театра также выполнен в классическом стиле.
Во Владивостоке:
- центральная площадь Владивостока, 1965 г.
- Памятник Борцам за власть Советов на Дальнем Востоке 1917—1922 гг. (Скульптор — А. И. Тенета, архитекторы — А. С. Усачев, Козлов, Ю. Траутман)[5].

Находится на площади Борцам Революции. Самый крупный монумент города. Состоит из трех отдельно стоящих композиций — двух групповых и центральной скульптуры красноармейца-трубача, возвышающейся над площадью на тридцатиметровую высоту. Правая скульптурная группа изображает участников событий 1917 г. во Владивостоке. Левая — партизан, сражавшихся в 1922 году в Приморье.
- Памятник В. И. Ленину. Вокзальная площадь 1930 г., 1970 г. (Скульптор — В. В. Козлов, архитектор — Ю. Траутман).

Эта скульптура была подарена Владивостоку рабочими ленинградского завода «Красный выборжец». Памятник торжественно открыли 7 ноября 1930 года. Ленин изображен в полный рост с поднятой рукой — её указующий перст символизировал направление в светлое будущее.
- Памятник одному из первых председателей Владивостокского совета рабочих и солдатских депутатов К. Суханову. Владивосток, ул. Суханова, сквер. Скульптор — Зверев, архитектор — Ю. Траутман, 1969 г.

## Семья
Жена — Мария Константиновна Ушакова (Ширина, Траутман), архитектор.